# Индийска маслена сардина
Индийската маслена сардина (Sardinella longiceps) е вид лъчеперка от семейство Селдови (Clupeidae). Видът не е застрашен от изчезване.

## Разпространение и местообитание
Разпространен е в Джибути, Йемен, Индия, Иран, Оман, Пакистан, Сомалия и Шри Ланка.
Обитава крайбрежията на океани, морета и заливи. Среща се на дълбочина около 18 m.

## Описание
На дължина достигат до 23 cm, а теглото им е не повече от 200 g.
Продължителността им на живот е около 3 години. Популацията на вида е намаляваща.